# Pierre-Marie Durieux
Pierre-Marie Durieux (* 7. Juni 1884 in Dunières; † 2. Februar 1947 in Chambéry) war ein französischer römisch-katholischer Geistlicher und Erzbischof.

## Leben
Pierre-Marie Durieux wuchs im Bistum Le Puy-en-Velay auf. Er besuchte das Priesteranwärterseminar in Monistrol-sur-Loire, das Priesterseminar in Le Puy-en-Velay sowie das Französische Seminar in Rom und wurde dort 1909 zum Priester geweiht. Als Sekretär von Bischof Thomas François Boutry von Le Puy wurde er 1913 in Lyon in kanonischem Recht promoviert. Er leistete Kriegsdienst und wurde 1927 Generalvikar in Le Puy. Von 1931 bis 1937 war er Bischof von Viviers und von 1937 bis zu seinem Tod 1947 Erzbischof von Chambéry.
Bischof Durieux rief 1938 zur Wachsamkeit angesichts des Neuheidentums der Nationalsozialisten auf. Am 15. August 1942 nahm er an der Zusammenkunft mehrerer Bischöfe in Le Puy teil, doch kam es von seiner Seite nicht zu spektakulären Initiativen zur Rettung von Juden.

## Veröffentlichungen
- Le Mariage en droit canonique. Renseignements pratiques et formulaire.  J. Gabalda, Paris 1920. 9. Auflage 1936.
- L'Eucharistie, mémento canonique et pratique. J. Gabalda, Paris 1925.